# Peace Out: The Farewell Tour
Peace Out: The Farewell Tour bylo rozlučkové turné americké rockové skupiny Aerosmith, které tak mělo dovršit jejich padesátiletou kariéru. Koncertní šňůra odstartovala 2. září 2023 ve Filadelfii a měla skončit v únoru 2025. Coby speciální hosté byli uvedeni The Black Crowes. V srpnu 2024 Aerosmith však oznámili, že kvůli přetrvávajícím problémům s hlasivkami Stevena Tylera kapela okamžitě přestane koncertovat a zbytek turné zruší. 

## Pozadí
1. května 2023 skupina prostřednictvím Instagramu oznámila následující prohlášení: "PEACE OUT! Po 50 letech, 10 světových turné, a hraní pro zhruba 100 milionů fanoušků… Je čas na poslední jízdu!" Video pozvánku k turné natočila řada celebrit jako Terry Crews, Ringo Starr, Eminem, Kelly Clarkson, Slash, Bill Burr, Dolly Parton, kteří rádoby nevěřícně přemítali o turné na rozloučenou. Bubeník Joey Kramer se turné nezúčastní, aby se dle prohlášení „plně soustředil na svou rodinu a zdraví“.
12. září 2023 skupina oznámila přerušení turné ze zdravotních důvodů zpěváka Stevena Tylera, turné tak mělo pokračovat o měsíc později, posléze až v dalším roce. V závislosti na léčbě Tylerových hlasivek budou přesné termíny přeloženého turné ještě upřesněny.
10. dubna 2024 skupina oznámila nové termíny rozlučkového turné na rok 2024 a 2025.
2. srpna 2024 Aerosmith oznámili, že ruší celé rozlučkové turné a skupina oznámila okamžitý odchod z turné, protože Tyler se nemůže zotavit ze zranění hlasivek. Perry prohlásil, že nevylučuje novou hudbu od Aerosmith.

## Koncept jeviště
Jeviště má tvar písmene A, diváci kapelu vidí ze všech stran, místa na stání jsou rovněž v srdci scény. Střed jeviště lemují postranní mola a rampy. Na jevištěm jsou umístěny nafukovací křídla, tři LED obrazovky ve tvaru trojúhelníku a pohybující se kruh s osvětlením. To vše je doplněno nafukovacími podobiznami hraček z obalu alba Toys in the Attic, jež jsou při titulní skladbě vypuštěny nad hlavy diváků. 

## Setlist
Následující setlist pochází z prvního koncertu kapely 2. září 2023 ve Filadelfii, nereprezentuje tak možnou záměnu písní ostatních koncertů. 
1. "Back in the Saddle"
2. "Love in an Elevator"
3. "Cryin'"
4. "Janie's Got a Gun"
5. "Adam's Apple"
6. "Livin' on the Edge"
7. "No More No More"
8. "Rag Doll"
9. "Hangman Jury"
10. "Seasons of Wither"
11. "Movin' Out"
12. "Stop Messin' Around" (J. Perry – hl. zpěv; cover od Fleetwood Mac)
13. "Rats in the Cellar"
14. "I Don't Want to Miss a Thing"
15. "Sweet Emotion"
16. "Toys in the Attic"
17. "Dream On" (přídavek)
18. "Walk This Way" (přídavek)

Repertoár
Aerosmith
- "Dream On"
- "Movin' Out"
- "Walking the Dog" (cover od Rufuse Thomase)

Get Your Wings
- "Seasons of Wither"
- "Same Old Song and Dance"

Toys in the Attic
- "Toys in the Attic"
- "Adam's Apple"
- "Walk This Way"
- "Sweet Emotion"
- "No More No More"

Rocks
- "Back in the Saddle"
- "Rats in the Cellar"

Draw the Line
- "Bright Light Fright"

Permanent Vacation
- "Rag Doll"
- "Hangman Jury"

Pump
- "Love in an Elevator"
- "Janie's Got a Gun"

Get a Grip
- "Cryin'"
- "Livin' on the Edge'"

Honkin' on Bobo
- "Stop Messin' Around" (cover od Fleetwood Mac)

Ostatní
- "I Don't Want to Miss a Thing"

## Seznam koncertů
| Datum           | Město           | Stát                   | Místo              |
| Severní Amerika | Severní Amerika | Severní Amerika        | Severní Amerika    |
| --------------- | --------------- | ---------------------- | ------------------ |
| 2. září 2023    | Filadelfie      | Spojené státy americké | Wells Fargo Center |
| 6. září 2023    | Pittsburgh      | Spojené státy americké | PPG Paints Arena   |
| 9. září 2023    | Elmont          | Spojené státy americké | UBS Arena          |

## Sestava
Aerosmith
- Steven Tyler – zpěv, harmonika, piano
- Joe Perry – sólová kytara, hlavní a doprovodný zpěv
- Brad Whitford – doprovodná kytara, doprovodné vokály
- Tom Hamilton – basová kytara, doprovodné vokály

Doprovodní hudebníci
- John Douglas – bicí
- Buck Johnson – klávesy, doprovodné vokály